# Marie Caillet
Marie Caillet (Lille, Francia, 16 de marzo de 1991) es una novelista francesa. En 2010, con solo 18 años, mientras estudiaba el curso preparatoire, obtuvo el premio de ediciones Lafon, gracias a su primera novela titulada Renacimiento. A continuación retoma el trabajo con ayuda de sus editoras Elsa Lafon y Dorothy Lambert, el texto aparece bajo un nuevo título,. El primer tomo de lo que resulta una trilogía de fantasía juvenil, La Herencia de las Darcer, se convierte en una de las novelas nominadas para los premios Elbakin de 2011 y de los Imaginales de 2012. Los tomos siguientes, Allégeance y La Levanta, aparecen respectivamente en 2011 y en 2013.

## Biografía
Marie Caillet apareció por primera vez en una antología de 2009, De la Poesía, en la Libertad- ediciones de Le Temps des Cerises ; y entonces su nuevo Caprichosa aparece en la antología de Corazón de los lobos en las ediciones de la Risa en 2013. En cuanto al  campo de los videojuegos, ha participado en la serie de mini-RPG AENIGMA coordinado por Laurent Pendarias junto a escritores Anthony Baker y Sophie Dabat, en el episodio 4 Jefe, salió al aire en 2016. Es un juego, que se encarga de cuestionar  el precio de la libertad, inspirada en la fábula el Lobo y El Perro de La Fuente. En 2017, se publicó el primer volumen de su nueva saga de fantasía, Los Rumores de Issar, en Hachette Novelas. 
Marie Caillet, se comprometió públicamente a la defensa de  profesional de la visión de negocio de autor y autor del libro. En el 2017, fue signo de  un foro titulado ActuaLitté. Impulsa el valor de la autora y se anima a los autores y autoras a salir del aislamiento y a tener una mejor capacitación para comprender el funcionamiento de la edición de libros con el fin de una mejor negociación de forma individual y colectiva de su estado. A finales de agosto de 2018, Marie Caillet se convirtió en  la primera secretaria general de la Carta de los autores e ilustradores de libros para niños, después de un año de trabajo voluntario en la anterior oficina de la presidencia Samantha Bailly. Además Marie, también está involucrada en el movimiento  #PayeTonAuteur y #AuteursEnColere.
En octubre del mismo año, estuvo presente en el stand como librera en el festival de la imaginación de Halliennales a Hallennes-lez-Haubourdin, en la Hauts-de-Francia.

## Obras

### Novelas (Romans)

#### De la serieL'Héritage  des Darcer
- 2010 Héritage des Darcer. Editorial, Michel Lafon
- 2011 Allégeance. Editorial, Michel Lafon
- 2013 La Relève. Editorial, Michel Lafon
- 2019 Stranger Things, Michel Lafon

#### La serie deLes Rumeurs de Issar
- 2017 Le Talisman. Editorial, Hachette Livre

### Adaptaciones de cómics (Adaptations de bandes dessinées)

#### De la serieLes Nombrils d'aprèsDelaf y Dubuc
- 2017 Top model, sinon rien. Editorial, Pocket Jeunesse
- 2018 La Saison des amours. Editorial, Pocket jeunesse

### Lo último
- Lunatique, dans Cœurs de loups, Editions du Riez, 2013[16] ISBN 978-2-918719-70-0.
- La Bête noire dans Mon cheval, mon espoir, Editions Rageot, 2015[17] ISBN 9782700250893.